# Messiah (Fernsehserie)
Messiah ist eine US-amerikanische Politthriller-Fernsehserie von Michael Petroni, die am 1. Januar 2020 auf Netflix veröffentlicht wurde. Sie handelt davon, was passieren könnte, wenn heutzutage ein neuer angeblicher Messias auftauchen würde.
Im März 2020 gab Netflix bekannt, die Serie nicht fortzusetzen.

## Handlung
2019 während einer Bedrohung durch den Islamischen Staat taucht in Damaskus ein Straßenprediger auf, dessen neue, schnell anwachsende Anhängerschaft ihn al-Masih (Messias) nennt. Er wirkt im Nahen Osten und den Vereinigten Staaten einige Wunder Jesu. Mächtige Geheimdienste werden argwöhnisch: Aviram Dahan vom Schin Bet und die CIA-Agentin Eva Geller verfolgen den Fall genau. Nachdem er seine Anhängerschaft aus Syrien an die israelische Grenze geführt hat, erscheint er in Texas und gelangt sogar zum US-amerikanischen Präsidenten. Während im Nahen Osten ein Abtrünniger seiner gespaltenen Anhängerschaft einen Terroranschlag begeht, erschüttern in den Staaten Enthüllungen über seine wahre Identität und Vergangenheit den Glauben an ihn.
Die Staffel endet mit der Meldung der Medien, es handle sich beim vermeintlichen Messias offensichtlich um einen Betrüger. Seine Gefolgschaft bleibt irritiert zurück. Aviram entführt al-Masih währenddessen aus den USA in einem Privatjet in Richtung Israel. Auf dem Weg stürzt das Flugzeug ab – ob vom US-Geheimdienst abgeschossen oder nicht, bleibt unklar.
Aviram wird inmitten einer Mohnblumenwiese wach, wo ein einheimischer Junge ihm berichtet, der ebenso überlebende al-Masih hätte ihn soeben durch Handauflegen in das Leben zurückgeholt.

## Besetzung und Synchronisation
Die deutschsprachige Synchronisation entsteht nach einem Dialogbuch von Masen Abou-Dakn und unter der Dialogregie von Cay Michael-Wolf durch die Film- & Fernseh-Synchron in Berlin.
| Rolle                     | Funktion                          | Folgen         | Darsteller            | Synchronsprecher     |
| ------------------------- | --------------------------------- | -------------- | --------------------- | -------------------- |
| Payam Golshiri „al-Masih“ | Syrischer Prediger                | 1–10           | Mehdi Dehbi           | Atheer Adel          |
| Eva Geller                | CIA-Agentin                       | 1–10           | Michelle Monaghan     | Gundi Eberhard       |
| Aviram Dahan              | Schin-Bet-Verhörer                | 1–10           | Tomer Sisley          | Sven Gerhardt        |
| Jibril Medina             | Anhänger von al-Masih in Syrien   | 1–10           | Sayyid El Alami       | Anm                  |
| Samir                     | Anhänger von al-Masih in Syrien   | 1–10           | Fares Landoulsi       | Anm                  |
| Miriam Keneally           | CNN-Reporterin                    | 1–10           | Jane Adams            | Susanne von Medvey   |
| Anna Iguero               | Familie in Dilley, Texas          | 1–10           | Melinda Page Hamilton | Antje von der Ahe    |
| Rebecca Iguero            | Familie in Dilley, Texas          | 1–10           | Stefania LaVie Owen   | Moira May            |
| Reverend Felix Iguero     | Familie in Dilley, Texas          | 2–10           | John Ortiz            | Florian Halm         |
| Katherine Bailey          | CIA-Direktorin                    | 1–4, 6–10      | Barbara Eve Harris    | Martina Treger       |
| Wil Mathers               | Zentrum für Terrorismusabwehr     | 3–10           | Wil Traval            | Florian Hoffmann     |
| Kelman Katz               | Eva Gellers Vater                 | 1, 3, 4, 8–10  | Philip Baker Hall     | Roland Hemmo         |
| Edmund DeGuilles          | Anna Igueros Vater, Televangelist | 2, 5, 7, 9, 10 | Beau Bridges          | Kaspar Eichel        |
| Cameron Collier           | Stabschef des Weißen Hauses       | 4, 7–10        | Michael O’Neill       | Helmut Gauß          |
| Staci Hardwick            | Mutter mit krebskranker Tochter   | 5–7            | Emily Kinney          | Sandrine Mittelstädt |
| Präsident Young           | Präsident der Vereinigten Staaten | 8, 9           | Dermot Mulroney       | Charles Rettinghaus  |

## Produktion und Ausstrahlung
Im März 2017 begannen die Arbeiten an der Serie von Drehbuchautor Michael Petroni und dem Produzentenehepaar Mark Burnett und Roma Downey, das für religionsbasierte Produktionen wie Die Bibel bekannt ist. Im November des Jahres bestellte Netflix die Serie mit 10 Episoden. Dreharbeiten zur Serie fanden im Juli und August 2018 in New Mexico statt sowie in der jordanischen Hauptstadt Amman.
Am 3. Dezember 2019 erschien der Trailer zur Serie, mit dem auch der Starttermin bekanntgegeben wurde. Obwohl Jordanien erlaubt hatte, dass dort gedreht wurde, forderte die Royal Film Commission des Königreichs wenige Tage vor Ausstrahlung, dass die Serie in dem Land nicht gezeigt werden sollte. Die Veröffentlichung auf Netflix erfolgte am 1. Januar 2020.
Am 26. März 2020 wurde bekannt, dass Netflix die Serie nicht verlängert.

## Episodenliste
| Nr. | Deutscher Titel                     | Originaltitel                    | Regie          | Drehbuch                                |
| --- | ----------------------------------- | -------------------------------- | -------------- | --------------------------------------- |
| 1 | Wer Ohren hat zu hören              | He That Hath An Ear              | James McTeigue | Michael Petroni                         |
| Während einer Bedrohung durch den Islamischen Staat tritt in Damaskus ein Straßenprediger auf, als ein Sandsturm über viele Tage wütet, sodass der IS sich wieder zurückzieht, wohingegen der Mann während des Sturms durchgängig weitergepredigt hat. Er führt seine neue Anhängerschaft, die ihn al-Masih (Messias) nennt, zu den Golanhöhen an die israelische Grenze und übertritt diese. Er wird vom Grenzschutz Israels festgenommen und durch Aviram Dahan befragt. Al-Masih gibt keine Informationen über sich preis, sondern erzählt Dahan von dessen Vergangenheit, die al-Masih nicht kennen sollte. Aufgewühlt löscht Dahan die Aufnahmen der Befragung und verlässt den Raum. Als er später wiederkehrt, ist Al-Masih verschwunden. |                                     |                                  |                |                                         |
| 2 | Beben                               | Tremor                           | James McTeigue | Michael Petroni & Bruce Marshall Romans |
| Während al-Masihs Anhängerschaft an der Grenze ohne ihn ausharrt, kommt die CIA-Agentin Eva Geller zu den israelischen Behörden, um ihnen bei der Suche nach al-Masih zu helfen. Dieser taucht an der al-Aqsa-Moschee auf dem Tempelberg in Jerusalem auf und predigt dort. Als Polizisten auftauchen, fällt ein Schuss und ein Junge scheint tot. Al-Masih legt diesem die Hand auf, entfernt die Kugel und der Junge ist wieder wohlauf. Während die Anwesenden dies als Wunder bestaunen, verschwindet al-Masih. |                                     |                                  |                |                                         |
| 3 | Gottes Finger                       | The Finger Of God                | James McTeigue | Amy Louise Johnson & Kelly Wiles        |
| Als in der texanischen Kleinstadt Dilley ein Tornado wütet, erscheint al-Masih dort und rettet Rebecca, die Tochter des Priesters Felix Iguero. Nach dem Sturm steht nur noch dessen Kirche, aus der er von dem Bundesagenten Will Mathers wegen illegalem Grenzübertritt festgenommen wird. Felix engagiert für ihn eine Anwältin der American Civil Liberties Union. Eva Geller kommt in Texas an, um al-Masih zu befragen, was aber durch seine Anwältin untersagt wird. An den Golanhöhen entführt Dahan den jungen Jibril Medina für eine Befragung mit grausamen Methoden, kann aber dessen Glauben und Zuversicht an al-Masih nicht brechen. |                                     |                                  |                |                                         |
| 4 | Prozess                             | Trial                            | James McTeigue | Michael Brandon Guercio                 |
| Eva Geller, deren Schwangerschaft fehlgegangen ist, kann mit al-Masih sprechen, aber wieder dreht er die Situation um und enthüllt Wissen über sie. Geller erfährt von ihrer Vorgesetzten, dass Israel eine Auslieferung al-Masihs fordert, und versucht daher dessen Anwältin zu überzeugen, nicht mehr gegen seinen Arrest zu kämpfen, um ihn aus Israel rauszuhalten. Im Prozess argumentiert seine Anwältin, er würde in seiner Heimat religiös diskriminiert werden; auf die Frage nach seiner Religion antwortet er aber, er „gehe mit allen Menschen“. Überraschend gewährt ihm der Richter am nächsten Tag Asylrecht und al-Masih fährt als freier Mann mit Felix zurück. |                                     |                                  |                |                                         |
| 5 | Weil sie sehen und doch nicht sehen | So That Seeing They May Not See  | Kate Woods     | Emily Silver                            |
| In den Golanhöhen wird der stark verletzte Jibril von seinem Freund Samir gepflegt, der sich aber über die Unerschütterlichkeit dessen Glaubens wundert. In Dilley hat sich um die Kirche eine Zeltstadt von al-Masihs Anhängern, auch aus anderen Bundesstaaten gebildet. Etwa kam auch eine Mutter mit ihrer krebskranken Tochter aus Denver, Colorado. Auch Aviram Dahan reist dorthin, aber um al-Masih zu erschießen, kann sich, während er die Pistole auf ihn richtet, dazu aber nicht durchringen. Al-Masih geht weg, weil er einen winselnden Hund in den Trümmern der Stadt hört. Dessen Besitzer haben ihn gerade gefunden und al-Masih nimmt ihnen das Gewehr und die Aufgabe, den Hund zu erlösen, ab. Eva Geller, die die Konfrontation zwischen Dahan und al-Masih auf Kamera gesehen hat, ist durch den Schuss alarmiert und läuft zu ihnen, nur um überrascht beide noch lebend zu sehen. |                                     |                                  |                |                                         |
| 6 | Wir werden nicht alle entschlafen   | We Will Not All Sleep            | Kate Woods     | Michael Petroni & Michael Bond          |
| Al-Masih überträgt nun Felix Iguero die Aufgabe zu führen und zu entscheiden, wohin es als Nächstes geht. Dieser führt zunächst ohne bestimmtes Ziel den Autokonvoy durch einige Bundesstaaten an. Unterwegs lernt Geller durch einen Informanten al-Masihs echten Namen, Payam Golshiri, sowie dass dieser möglicherweise durch den Terroristen Oscar Wallace inspiriert sei, die soziale Ordnung zu zerstören. Ein Foto, das seine Tochter von al-Masih postet, suggeriert aber, dass dieser nach Washington, D.C. möchte. Dort predigt al-Masih beim Lincoln Memorial und geht über das Wasser des Reflexionsbeckens. Jibril, der Visionen von seiner Mutter und von al-Masih hat, zieht sich völlig nackt aus und geht an die Grenze, wo zunächst ein Gewehr auf seine Brust gerichtet wird, er dann aber durchgelassen wird.                                                                          |                                     |                                  |                |                                         |
| 7 | Es geschah, wie es gesagt wurde     | It Came To Pass As It Was Spoken | Kate Woods     | Eoghan O'Donnell                        |
| Seine Anhängerschaft im Nahen Osten spaltet sich: Samir zieht mit einer abtrünnigen Gruppe, die al-Masih für den falschen Messias hält, in die Syrische Wüste, während Jibril in Ramallah als Befreier gefeiert wird. In Washington fordert der Stabschef des Weißen Hauses Cameron Collier mehr Material von der CIA gegen al-Masih. Er selbst schickt zu diesem eine Prostituierte, die ihn verführen soll, was nicht gelingt. Eva Geller erfährt indes von ihrem Informanten über Payam Golshiris Bruder, der erzählt, dass sie von ihrem Onkel, einem Zauberkünstler, aufgezogen wurden. |                                     |                                  |                |                                         |
| 8 | Höhere Gewalt                       | Force Majeure                    | Kate Woods     | Eoghan O'Donnell                        |
| Der Präsident der Vereinigten Staaten, ein gläubiger Mormone, arrangiert ein geheimes Treffen mit al-Masih, bei dem dieser den Abzug aller amerikanischen Truppen auf der Welt fordert, was abgelehnt wird. Obwohl der Präsident das Treffen geheim halten wollte, enthüllt al-Masih es gegenüber Reportern. Felix Iguero ist wütend, weil er nicht informiert wurde und immer weniger von al-Masih eingebunden wird, aber seine Tochter, mit der al-Masih sich öfter heimlich getroffen hat, erzählt ihm, dieser sei nicht seinet-, sondern ihretwegen zu ihnen gekommen. Auch erfährt Felix, dass seine Frau Anna der gemeinsamen Tochter zu einer Abtreibung verholfen hat, was gegen seinen Glauben geht. |                                     |                                  |                |                                         |
| 9 | Gott ist größer                     | God Is Greater                   | James McTeigue | Bruce Marshall Romans                   |
| Jibril, der nicht lesen kann, wird gelehrt, eine Rede auswendig zu halten, in der er auffordern soll, wer Israel als Staat anerkennt, solle auch Palästina anerkennen. Samir wiederum wird in einer terroristischen Gruppe ausgebildet. Felix arrangiert mit seinem Schwiegervater Edmund DeGuilles, einem Fernsehprediger, dass al-Masih in dessen Sendung auftreten soll. Doch al-Masih stimmt nur zu, wenn Rebecca mitkommt. Kurz vor seinem Auftritt verlässt er aber das Gebäude und stattdessen spricht Rebecca auf der Bühne, bis sie einen epileptischen Anfall hat. Während Jibril in einer Moschee seine Rede hält, kommt auch Samir mit einer Sprengstoffweste hinzu, die aktiviert wird. Dahan hat al-Masih entführt und zu einem Flugzeug gebracht. |                                     |                                  |                |                                         |
| 10 | Der Lohn der Sünde                  | The Wages Of Sin                 | James McTeigue | Michael Petroni                         |
| Der Stabschef Collier lässt durch die CNN-Reporterin Miriam Keneally die Informationen über Payam Golshiri an die Öffentlichkeit dringen, wodurch sich viele von dem Glauben an ihn abwenden. Die CIA verfolgt den Weg des Flugzeugs, in dem al-Masih und Dahan sitzen, als dieses in Turbulenzen gerät und abstürzt. Dahan erwacht in einem Mohnblumenfeld in der Wüste, aufgeweckt von einem Hirtenjungen, der behauptet, al-Masih habe Dahan und andere Männer aus dem Flugzeug vom Tode wiedererweckt. |                                     |                                  |                |                                         |
| Alle Episoden wurden weltweit am 1. Januar 2020 auf Netflix veröffentlicht. |                                     |                                  |                |                                         |

## Kritik
- Torsten Körner: Sofa-Theologie, in: Medienkorrespondenz vom 25. Februar 2020